# Pont du Las
Le Pont du Las est un quartier populaire et animé de l'ouest de Toulon, très commerçant notamment le long de l'avenue du XVe-Corps. La place Martin-Bidouré accueille le deuxième plus grand marché de la ville après celui du cours Lafayette. Cette place tient également lieu de parvis pour la paroisse Saint-Joseph, église de la fin du XIXe siècle, dotée de grandes orgues, ainsi que de nombreuses chapelles ornées de statues, et dont la façade sud est en partie recouverte de dorures mettant en scène le Christ-Roi.
Les habitants du Pont du Las s'appellent les Lassipontains. 

## Histoire
Le nom trouve son origine dans l'ancien pont qui enjambait le Las, une petite rivière côtière, qui prend sa source non loin du village du Revest puis longe le mont Faron par l'ouest et se jette dans la rade de Toulon. À l'origine, il s'y jetait au niveau de Castigneau mais pour les besoins d'agrandissement du port militaire, il fut détourné au XVIIe siècle pour aller se jeter du côté du Malbousquet dans la baie de la Seyne Cette partie ainsi canalisée fut appelée la Rivière Neuve, aujourd'hui en partie couverte. Le Las d'origine est aujourd'hui couvert depuis le quartier de Rodeilhac et passe sous l'église St-Joseph et la place du marché du Pont-du-Las.
Autour de son pont, un faubourg se développa, entouré de vergers et de jardins maraîchers.  Avec le développement de l'industrie locale et de l'arsenal au cours du XIXe siècle, les industries installées dans la vallée du Las et l'Arsenal se développant, beaucoup d'ouvriers s'y installent suivis par des commerces. Les constructions se densifient dans la seconde moitié du XIXe siècle et voient l'édification d'une église.
Une partie du Pont du Las est incluse au sein d'un quartier prioritaire avec Rodeilhac, pour 3 552 habitants en 2018.

## Sport
Le Sporting Club Toulon-Le Las a été fondé en 1965.
Au début des années 1990, le cruel manque d'infrastructure sportive dont souffrait Toulon depuis longtemps, interpella le futur maire de la ville, Hubert Falco alors président du Conseil général du Var en 1993, qui décida de la construction d'un nouveau palais de sports à l'entrée ouest du quartier du Pont du Las: le palais des sports Jauréguiberry.